# Wilhelm Stigler
Wilhelm „Willi“ Stigler (* 3. Mai 1903 in Steyr; † 29. März 1976 in Bad Hall) war ein österreichischer Architekt, der hauptsächlich in Innsbruck tätig war.

## Leben
Wilhelm Stigler wurde 1903 in Steyr als Sohn des Stadtapothekers Wilhelm Stigler und dessen Frau Karolina, geb. Wurianek, geboren. 1908 übersiedelte die Familie nach Mühlau bei Innsbruck, wo er ab 1909 die Volksschule besuchte. Ab 1913 besuchte er die Oberrealschule am Adolf-Pichler-Platz in Innsbruck, die er nach der 5. Klasse verließ. Er setzte die Schule in Dornbirn fort und legte dort 1921 die Matura ab.
Von 1921 bis 1925 studierte er Architektur an der Technischen Hochschule München. Zu seinen Lehrern gehörten unter anderem Friedrich von Thiersch, German Bestelmeyer, Hermann Buchert, Hubert Knackfuss und Alwin Seifert. Während des Studiums arbeitete er als Praktikant bei Clemens Holzmeister, Willibald Braun und Karl Paulmichl. Sein 1925 erworbenes Diplom wurde erst 1931 nach zusätzlichen Prüfungen an der Technischen Hochschule Wien in Österreich nostrifizert.
Schon während des Studiums nahm Stigler an Wettbewerben teil, gleich nach dem Abschluss gründete er 1926 mit 23 Jahren sein eigenes Büro, das er zunächst im Elternhaus in Mühlau, ab 1929 am Claudiaplatz und ab 1931 in der Erzherzog-Eugen-Straße im Saggen betrieb. Erste Aufträge erhielt er durch familiäre und nachbarschaftliche Beziehungen in Mühlau, bald war er mit Aufträgen für Wohn- und Industriebauten gut ausgelastet. Beim Wettbewerb zum Bau der Theresienkirche auf der Hungerburg wurde sein Entwurf mit dem ersten Preis ausgezeichnet, kam aber nicht zur Ausführung.
Im Oktober 1927 heiratete er Martha Bohle aus Dornbirn, das Paar bekam die Kinder Wilhelm-Theodor (* 1929) und Hildegard (* 1935).
Wilhelm Stigler wandte sich schon früh dem Nationalsozialismus zu, er wurde 1931 Mitglied der SS und trat am 18. Juli 1932 der damals in Österreich noch nicht verbotenen NSDAP bei (Mitgliedsnummer 1.206.814). Zu Beginn des Zweiten Weltkriegs wurde er zwei Mal kurz eingezogen, danach mitsamt seinen Mitarbeitern zur Planung „kriegswichtiger Bauten“ freigestellt. Er hatte zahlreiche Aufträge, insbesondere für den Wohnungsbau im Zusammenhang mit der Südtiroler Option und Bauprojekte für die Rüstungsindustrie. Zeitweise unterhielt er Büros in Innsbruck, Schwaz und Telfs, um die Aufträge zu bewältigen.
Nach dem Krieg wurde Stigler als „belastet“ eingestuft, verhaftet und verurteilt. Ab Ende November 1945 war er im Lager Reichenau interniert, anschließend im Lager Oradour bei Schwaz und zuletzt im Ziegelstadl in Innsbruck. Nach 23 Monaten wurde er im Herbst 1947 entlassen. Ab Februar 1946 plante er als Häftling mit dem Baumeister Alfred Stegner den Wiederaufbau des durch einen Brand zerstörten Dorfes Grins. Angesichts eines drohenden Berufsverbots stellte er 1949 ein Gnadengesuch an Bundespräsident Karl Renner, dem stattgegeben wurde. Nach erfolgreicher Prüfung erhielt er 1950 die Befugnis zum Zivilingenieur. 1957 erhielt er das beschlagnahmte Büro und die Wohnung zurück.
1954 nahm er seinen Sohn Willi Stigler jun., der in Graz studiert hatte, ins Büro auf, 1959 wurden sie Partner, ab 1964 firmierte das Büro unter Stigler und Stigler. Die Schwiegertochter Christl, ebenfalls Absolventin der Technischen Hochschule Graz, trat auch ins Büro ein. Das Büro wurde eine wichtige Ausbildungsstätte für Tiroler Architekten, zu den Praktikanten zählten unter anderem Horst Parson und Ekkehard Hörmann.
Ernst Neufert schlug Stigler angeblich 1966 als Nachfolger für seinen Lehrstuhl an der Technischen Hochschule Darmstadt vor, auf den jedoch Günter Behnisch berufen wurde. 1966 wurde Stigler der Berufstitel Baurat h. c. verliehen, 1972 der Berufstitel Professor. Anlässlich seines 70. Geburtstags kam es 1973 zur Ausstellung seiner Werke im Tiroler Kunstpavillon. Nach seinem Tod 1976 führten Willi jun. und Christl Stigler das Büro Stigler & Stigler bis 2004 weiter.

## Architektur
Willi Stigler gilt neben Lois Welzenbacher, Clemens Holzmeister, Franz Baumann und Siegfried Mazagg als einer der bedeutendsten Architekten des 20. Jahrhunderts in Tirol. Seine Hauptschaffenszeit war die Zwischenkriegszeit. Er war an über 600 Projekten beteiligt, die von Möbel- und Leuchtenentwürfen über die Schwerpunkte Wohnbau, Industrie- und Gewerbebau bis zum Seilbahnbau und zur Siedlungsplanung reichten. In seiner Architektur setzte er sich mit der heimischen Bautradition genauso auseinander wie mit den internationalen Strömungen der modernen Architektur.
Stiglers erste Werke waren meist kubische Bauten über konventionellen Grundrissen. Seine Vorbilder waren die Münchner bzw. Stuttgarter Schule, insbesondere German Bestelmeyer und Paul Schmitthenner. Zum Teil sind seine Werke durch expressionistische Elemente und bewusst eingesetzte Asymmetrien gekennzeichnet. Manche Bauten zeigen Einflüsse der Klassischen Moderne (Robert Vorhoelzer, Lois Welzenbacher).

## Werke

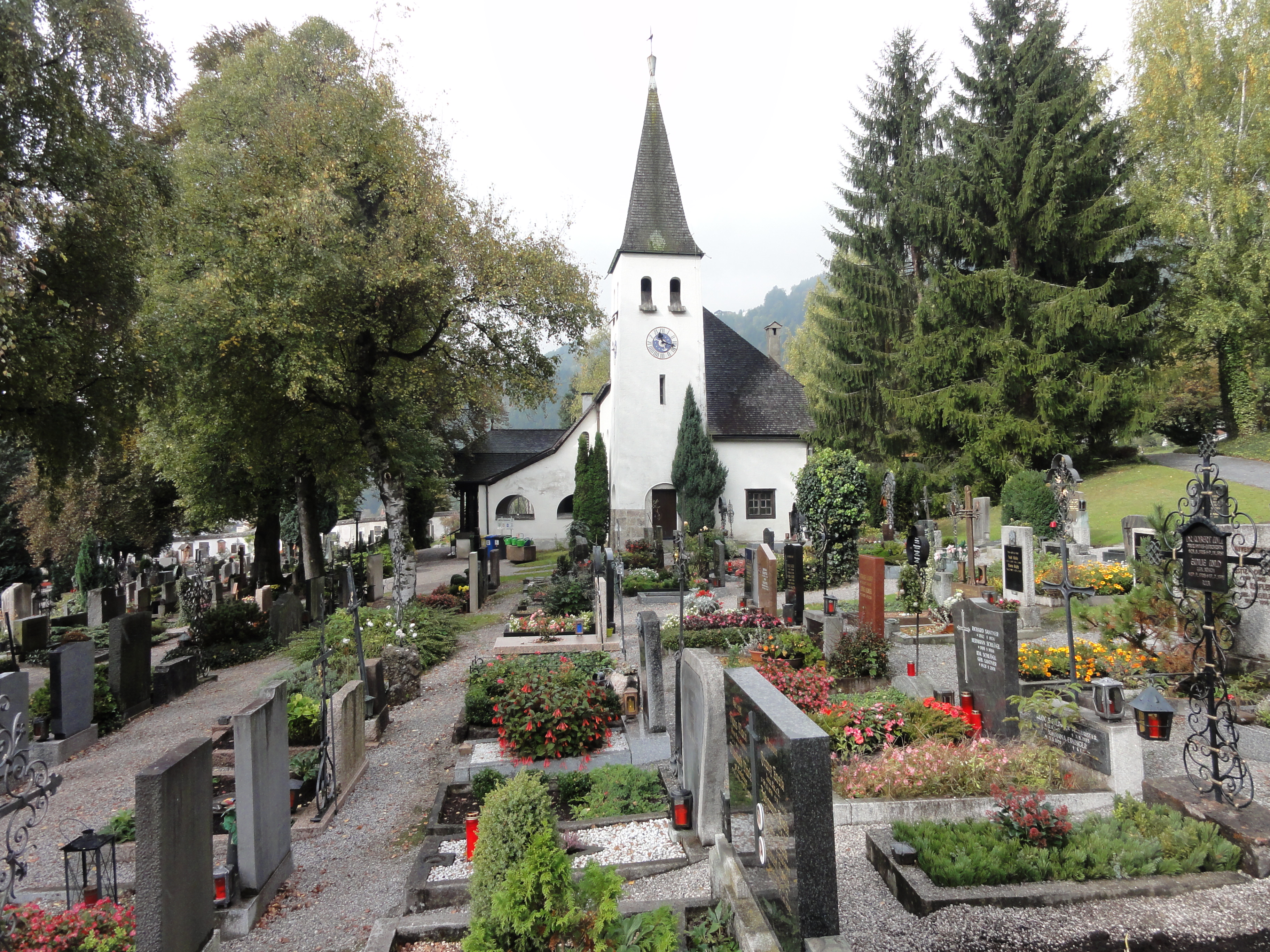
Friedhofskapelle Mühlau

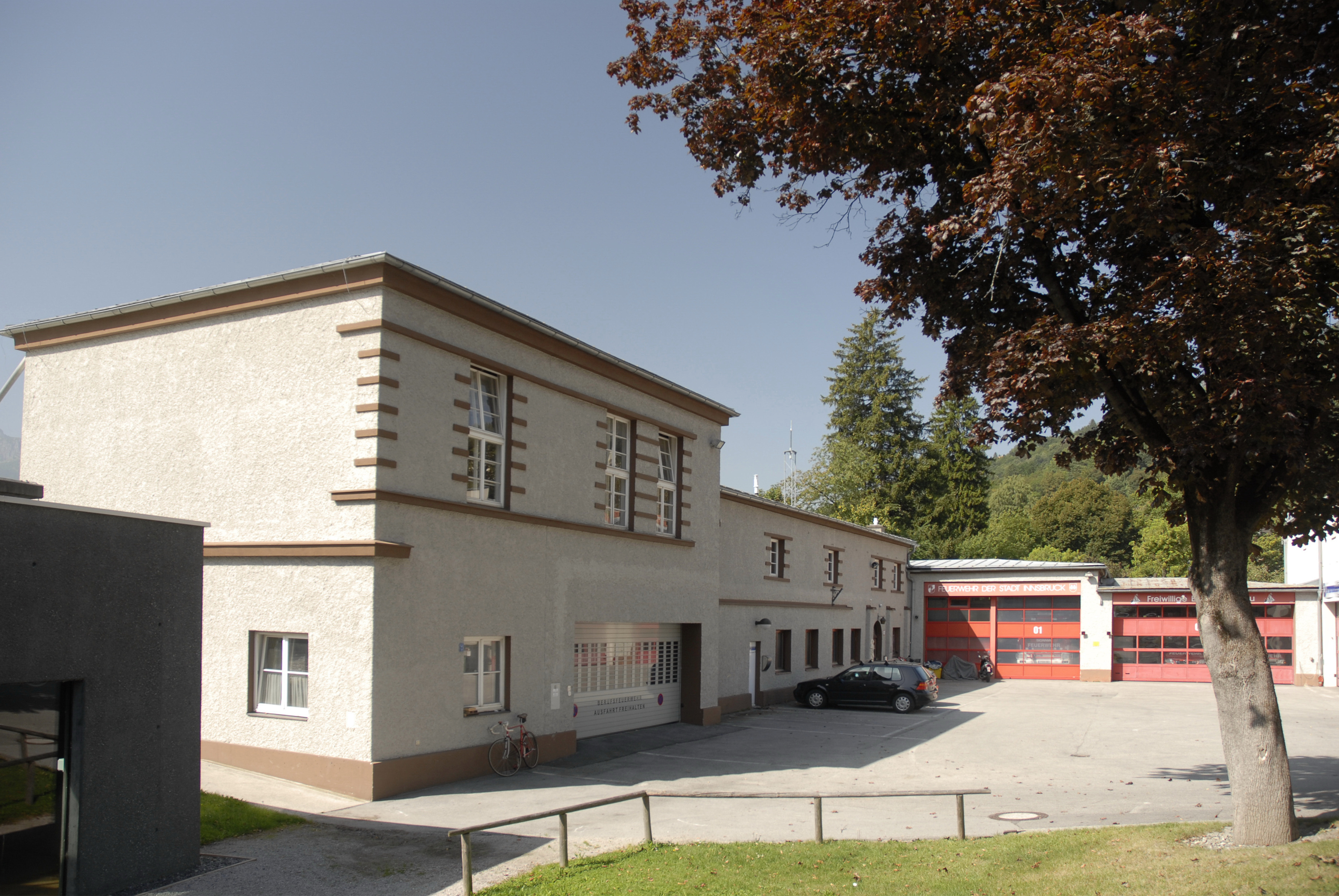
Ehem. Auto-Garage, Mühlau

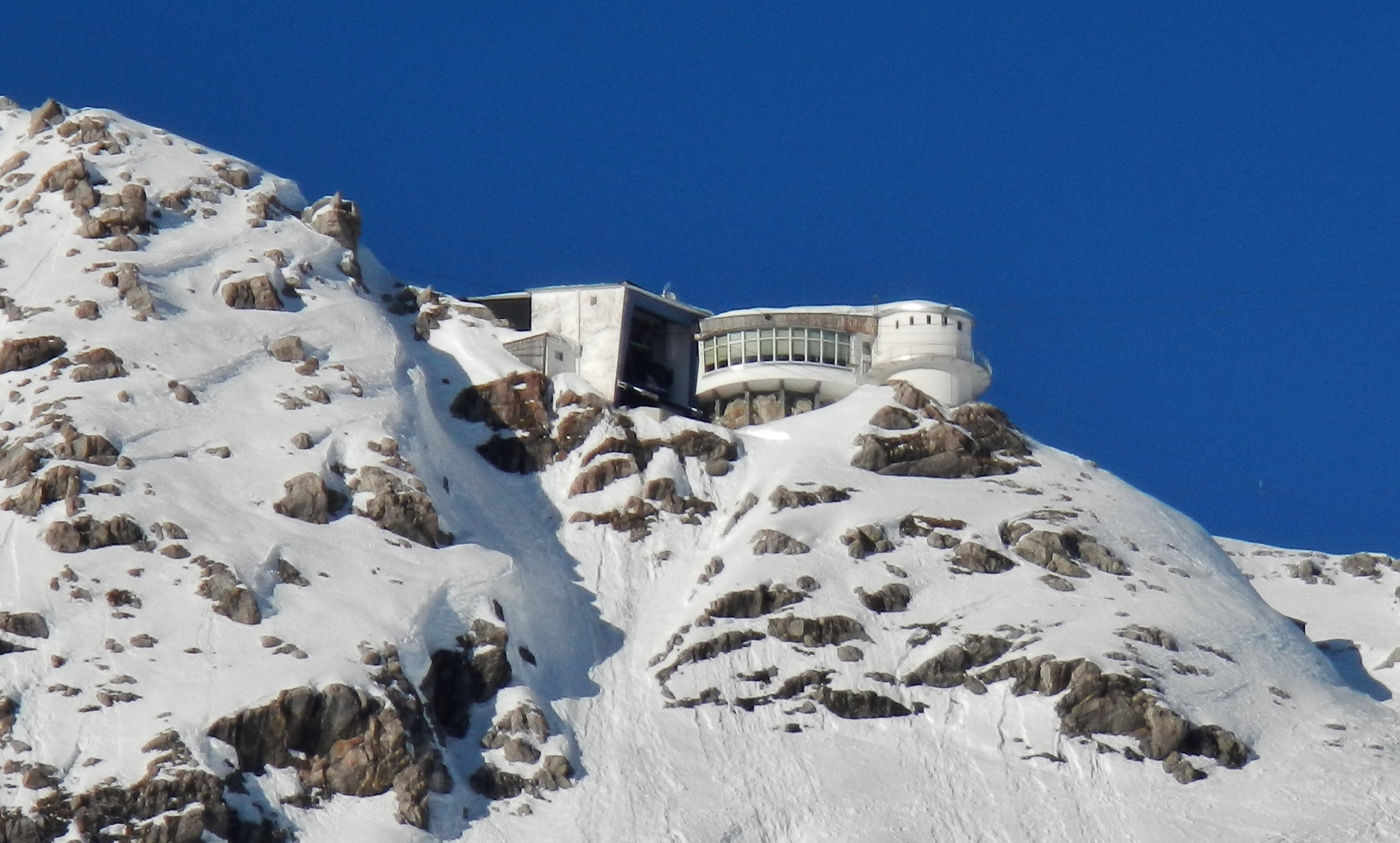
Gratstation der Vallugabahn

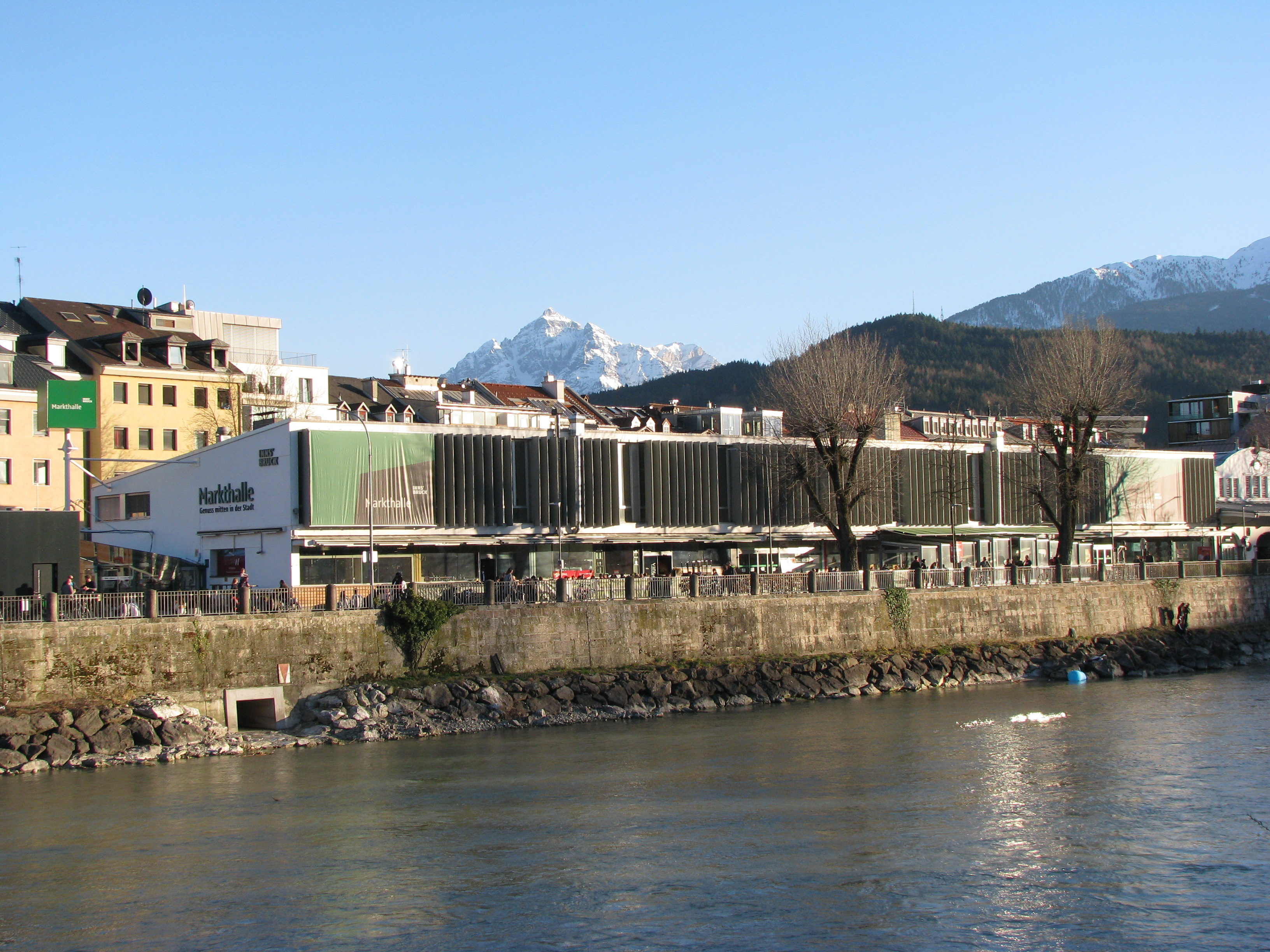
Neue Markthalle, Innsbruck

- Friedhof und Friedhofskapelle Mühlau, 1926
- Kriegergedächtniskapelle am Mühlauer Hauptplatz, 1926[3]
- Haus Peer, Mühlau, 1926–1927
- Haus Dr. Posch, Mühlau, 1927–1928
- Auto-Garage, Mühlau, 1927–1928 (heute von Feuerwehr und Wasserrettung genutzt; unter Denkmalschutz)
- Meisterwohnhäuser Franz Baur’s Söhne AG, Arzl, 1928–1929
- Atelier Bodner, Mühlau, 1929
- Dorfbrunnen Mühlau, 1929
- Lodenfabrik Baur-Foradori, Reichenau, 1929–1930
- Portier- und Wohnhaus der Kunstmühle Rauch in Innsbruck, 1930
- Wohnhaus Franz Baur’s Söhne in Innsbruck-Saggen, 1931
- Haus Kremser, Mühlau, 1931
- Entwurf für die Theresienkirche auf der Hungerburg, 1931
- Entwurf für die Wagner’sche Universitätsbuchdruckerei in Innsbruck, 1932–1933
- Haus Pischl, Telfs, 1934–1935
- Landhaus Bundsmann, Igls, 1935
- Haus Brunner, Schwaz, 1936
- Wohnhaus Baur, Blasius-Hueber-Straße, Innsbruck, 1936–1937
- Villa Pischl auf der Hungerburg, 1936–1937
- Villa Rhomberg, Innsbruck, 1936–1939
- Haus Attlmayr, Hötting, 1937–1939
- Haus Arch in Vill, 1937–1940
- Doppelvolksschule (heute: Landesberufsschule), Innsbruck-Wilten, 1938–1939
- Südtirolersiedlung in Kematen in Tirol (mit Helmut Erdle), 1942[4]
- Wiederaufbau von Grins, 1946
- Berg- und Talstation der Galzigbahn, 1952
- Grat- und Gipfelstation der Vallugabahn in St. Anton am Arlberg, 1951–1957[5]
- Erweiterung der Markthalle in Innsbruck, 1959
- Rhombergpassage, Innsbruck (mit Willi Stigler jun.), 1959–1961[6]
- Innkraftwerk Prutz, 1961
- Wohnhaus Prof. Defant auf der Hungerburg, 1972